# Hortenberg
Der Hortenberg ist eine 51 m ü. NHN hohe Erhebung in Deutsch Wusterhausen, einem Ortsteil der Stadt Königs Wusterhausen im Landkreis Dahme-Spreewald in Brandenburg. Die Erhebung liegt nördlich des Ortsteils und südlich des weiteren Ortsteils Diepensee. Auf der Fläche befinden sich insgesamt vier Erhebungen, von denen drei benannt sind. Westlich liegt der 53,6 m ü. NHN hohe Weinberg, nördlich eine 45,7 m ü. NHN hohe, unbenannte Fläche, gefolgt vom Hortenberg und dem 48,3 m ü. NHN hohen Pennigsberg im Osten. Auf der Kuppe des Hortenbergs befindet sich ein Mobilfunkmast.